# Bardeh Mīsh
Bardeh Mīsh (persiska: برده میش, بَردِل ميش, Bardel Mīsh) är en ort i Iran.   Den ligger i provinsen Västazarbaijan, i den nordvästra delen av landet, 500 km väster om huvudstaden Teheran. Bardeh Mīsh ligger 1 619 meter över havet och antalet invånare är 221.
Terrängen runt Bardeh Mīsh är kuperad.Runt Bardeh Mīsh är det ganska tätbefolkat, med 60 invånare per kvadratkilometer. Närmaste större samhälle är Mahabad, 11,5 km väster om Bardeh Mīsh. Trakten runt Bardeh Mīsh består i huvudsak av gräsmarker.